# Nespelem (település)
Nespelem az Amerikai Egyesült Államok északnyugati részén, Washington állam Okanogan megyéjében elhelyezkedő város. A 2010. évi népszámlálási adatok alapján 236 lakosa van.
Az 1935. április 15-én városi rangot kapott települést Kamiakin jakama törzsfőnök alapította. A helységben található egy nez perce temető, ahol Joseph törzsfőnök sírja is van. A város neve a „nagy, sík rét” jelentésű indián kifejezésből származik.

## Éghajlat
A város éghajlata meleg nyári nedves kontinentális (a Köppen-skála szerint Dsb).
| Hónap                         | Jan.  | Feb.  | Már.  | Ápr.  | Máj. | Jún. | Júl. | Aug. | Szep. | Okt.  | Nov.  | Dec.  | Év    |
| ----------------------------- | ----- | ----- | ----- | ----- | ---- | ---- | ---- | ---- | ----- | ----- | ----- | ----- | ----- |
| Rekord max. hőmérséklet (°C)  | 15,6  | 18,9  | 26,1  | 33,9  | 36,1 | 38,3 | 42,2 | 42,8 | 38,9  | 31,1  | 20,6  | 14,4  | 42,8  |
| Átlagos max. hőmérséklet (°C) | 1,1   | 5,0   | 11,7  | 17,2  | 22,2 | 27,2 | 31,1 | 30,6 | 25,0  | 16,7  | 7,2   | 1,1   | 16,4  |
| Átlagos min. hőmérséklet (°C) | −8,3  | −5,6  | −2,8  | 0,6   | 4,4  | 8,3  | 10,0 | 10,0 | 5,0   | 0,6   | −2,8  | −7,2  | 1,1   |
| Rekord min. hőmérséklet (°C)  | −36,1 | −34,4 | −22,2 | −18,0 | −8,3 | −1,7 | −2,2 | −1,7 | −7,8  | −14,4 | −27,8 | −30,6 | −36,1 |
| Átl. csapadékmennyiség (mm)   | 18    | 0     | 0     | 0     | 0    | 0    | 0    | 0    | 0     | 0     | 74    | 78    | 170   |
| Forrás: The Weather Channel   |       |       |       |       |      |      |      |      |       |       |       |       |       |

## Népesség
A 2010-es népszámláláskor a városnak 236 lakója, 75 háztartása és 53 családja volt. A népsűrűség 472 fő/km2. A lakóegységek száma 77, sűrűségük 156 db/km2. A lakosok 10,6%-a fehér, 0,4%-a afroamerikai, 80,1%-a indián, 0,4%-a ázsiai,  1,3%-a egyéb, 7,2%-a pedig kettő vagy több etnikumú. A spanyol vagy latino származásúak aránya 6,8% (5,9% mexikói,   0,8% egyéb spanyol vagy latino származású.)
A háztartások 24%-ában élt 18 évnél fiatalabb. 24% házas, 29,3% egyedülálló nő, 17,3% egyedülálló férfi, 29,3% pedig nem család. 17,3% egyedül élt; 6,7%-uk 65 éves vagy idősebb. Egy háztartásban átlagosan 3,15 személy élt; a családok átlagmérete 3,55 fő.
A medián életkor 30 év volt. A város lakóinak 29,2%-a 18 évesnél fiatalabb, 11,9% 18 és 24 év közötti, 24,6%-uk 25 és 44 év közötti, 21,6%-uk 45 és 64 év közötti, 8,9%-uk pedig 65 éves vagy idősebb. A lakosok 52,5%-a férfi, 47,5%-a pedig nő.

## Fordítás
Ez a szócikk részben vagy egészben  a   Nespelem, Washington című angol Wikipédia-szócikk ezen változatának fordításán alapul.  Az eredeti cikk szerkesztőit annak laptörténete sorolja fel. Ez a jelzés csupán a megfogalmazás eredetét és a szerzői jogokat jelzi, nem szolgál a cikkben szereplő információk forrásmegjelöléseként.